# Mariborska cesta, Celje
Mariborska cesta, imenovana tudi Severna in južna magistrala Celje, je ena od glavnih cest v Celju in ena od dveh pomembnih mestnih vpadnic, ki povezuje središče mesta z avtocestnim priključkom Celje center na avtocesti A1 med Ljubljano in Mariborom. 

## Urbanizem
Kategorizirana je v začetnem delu kot glavna cesta prvega reda (G1-5, do križišča s Kidričevo) in naprej kot regionalna cesta drugega reda (R2-430), v upravljanju Direkcije RS za infrastrukturo. Do avtocestnega priključka »Celje center« ima dva prometna pasova za vsako smer vožnje med seboj ločena z zelenico, obojestranski pločnik in kolesarsko stezo, v nadaljevanju pa dva prometna pasova. Najpomembnejši objekt na trasi je nadvoz za železniško progo Celje-Velenje, sicer pa je urejena vrsta semaforiziranih križišč z zavijalnimi pasovi, kot tudi javna razsvetljava.
Začne se na severovzhodu starega mestnega jedra v križišču z Levstikovo in Vrunčevo ulico do približno konca železniške postaje in predstavlja nekakšen ostanek stare ulice, ki ni bila rekonstruirana v sodobno prometnico. Od tu se rekonstruirana trasa nadaljuje proti severu v dolžini 3 km skozi mestni četrti Gaberje in Hudinja, do avtocestnega priključka in še naprej proti severu proti Mariboru, na jugu pa se navezuje na Aškerčevo ulico in naprej proti Laškem.

## Pomembnejši objekti
Z izboljševanjem prometne infrastrukture v 1990. letih se je ob Mariborski cesti pričel intenziven razvoj trgovinske dejavnosti. Tu se zdaj nahaja več velikih nakupovalnih središč.
Drugi pomembnejši objekti ob cesti so še:
- Hotel Celeia
- Rakušev mlin (porušen 2014)
- Vojašnica Franca Rozmana - Staneta
- Celjsko sejmišče
- City Center Celje
- Osnovna šola Hudinja

## Zgodovina
Trasa se približno prekriva s traso ene glavnih vpadnic antične Celeie, ki je vodila od mestnega foruma proti Petovioni. Njene ostanke so našli ob zahodnem robu ceste, v globini 1 m.
Konec 1990. let se je pričel obsežen in dolgotrajen projekt razširitve nekdanje dvopasovnice, v sklopu povezovalnih in navezovalnih cest kot del Nacionalnega programa izgradnje avtocest. Večinski delež 7,115 milijarde tolarjev vrednega projekta je financirala država, od tega 76 odstotkov državna Družba za avtoceste (DARS) in 10 odstotkov Slovenske železnice, delež občine pa je znašal dobrih 13 odstotkov. Dela, razdeljena v štiri etape, so se pričela julija 1998 in končala junija 2006. S tem je bila rekonstrukcija Mariborske ceste, ki je zgolj mestna prometnica, eden od obsežnejših »avtocestnih projektov« v Sloveniji.